# اوا یریچنا
اوا یریچنا (زاده ۳ مارس ۱۹۳۹) معمار و طراح اهل چک است که در لندن و پراگ فعال است. او بنیانگذار آتلیه معماری Eva Jiricna Architects است که در بریتانیا در ابتدا به عنوان Jiřičná Kerr Associates شناخته می‌شود و از سال ۱۹۸۲ تا ۲۰۱۷ فعالیت می‌کرد و یکی از بنیانگذاران AI DESIGN است که در سال ۱۹۹۹ به همراه پتر وگنر افتتاح کرد. او به دلیل توجه به جزئیات و کار با سبک کاملاً مدرن و پله‌های شیشه ای شهرت دارد.
از سال ۱۹۹۶ او رئیس دپارتمان معماری آکادمی هنر، معماری و طراحی پراگ بوده‌است. در سال ۲۰۰۷، او رئیس کمیسیون بین‌المللی بود که پروژه ساخت ساختمان جدید کتابخانه ملی در لتنا، پراگ را وضع می‌کرد.